# Pomatorhinus hypoleucos
Pomatorhinus hypoleucos е вид птица от семейство Timaliidae.

## Разпространение
Видът е разпространен в Бангладеш, Виетнам, Индия, Камбоджа, Китай, Лаос, Малайзия, Мианмар и Тайланд.